# 紀元前145年
紀元前145年（きげんぜん145ねん）は、ローマ暦の年である。

## 他の紀年法
- 干支 : 丙申
- 日本
  - 開化天皇13年
  - 皇紀516年
- 中国
  - 前漢 : 景帝中元5年
- 朝鮮
  - 檀紀2189年
- 仏滅紀元 : 400年
- ユダヤ暦 : 3616年 - 3617年

## できごと

### シリア
- アンティオキアの戦いでプトレマイオス6世がセレウコス朝のアレクサンドロス1世バラスを破ったが、プトレマイオス6世自身はこの戦いで戦死した。

### エジプト
- プトレマイオス7世がプトレマイオス朝のファラオになったが、まもなくプトレマイオス8世に暗殺された。

### 天文学
- ヒッパルコスが太陽年の長さを決定した。

## 誕生
- 司馬遷 - 中国の歴史家（紀元前86年没）

## 死去
- プトレマイオス6世 - エジプトのファラオ（紀元前186年生）
- プトレマイオス7世 - エジプトのファラオ
- アレクサンドロス1世バラス - セレウコス朝の君主